# Evandre de Focea
Evandre (en grec antic: Εὔανδρος, Evander) fou un filòsof grec nadiu de Focea que va ser el deixeble i successor (escolarca) de Làcides al capdavant de l'Acadèmia platònica circa l'any 215 aC.
Evandre va ser substituït més tard pel seu deixeble Hegesí. Dels escrits i opinions d'aquest filòsof no se'n sap res, segons Diògenes Laerci. Hi va haver altres filòsofs amb el mateix nom: tres pitagòrics esmentats per Iàmblic, nadius de Crotona, Metapontum, i Leontins; i un altre de qui parla Plutarc, nadiu de Creta.